# Nackalistan
Nackalistan (NL) är ett lokalt politiskt parti i Nacka kommun och ingår i Lokala partiers nätverk. Partiet ställer sedan 2006 upp i kommunalvalet i Nacka och fick 11,2 % av rösterna i kommunalvalet 2022. Nackalistan är representerad med 7 mandat i Nacka kommunfullmäktige och är därmed tredje största parti i kommunen efter Moderaterna och Socialdemokraterna.
Frågor som partiet driver är idén om bostadsnära idrottsmöjligheter, bevarandet av naturområden som Trolldalen och Ryssbergen, en kommunal simhall i Fisksätra samt minskad byggtakt.

## Ideologi
Nackalistan betecknar sig själv som lokalt och politiskt obunden. "Vi är varken ett höger- eller vänsterparti, vi är ett lokalt parti", säger oppositionsrådet Mikael Carlsson.
Flera förtroendevalda inom Nackalistan har ett förflutet inom andra partier. Mikael Carlsson och Konstantinos Irina var tidigare engagerade i Miljöpartiet. Awad Olwan kandiderade för Klimatalliansen i riksdagsvalet 2022.
Moderaterna, kommunfullmäktiges största parti, menar att Nackalistan är ett vänsterparti eftersom "Nackalistan oftast väljer att rösta med Vänsterpartiet när Nackas partier är oeniga". Efter valet 2014 ingick Nackalistan dock i en valteknisk samverkan med Sverigedemokraterna för att få representation i Nacka kommuns nämnder.

## Historik
2004 lämnade de kända Nacka-politikerna Bosse Ståldal, Christina Ståldal och Mansour Rahimi Socialdemokraterna. Bosse Ståldal hade bildat flera föreningar i Saltsjö-Boo, Ormingekarnevalen och Boo Folkets Hus förening som han sedan var chef för fram till 2016. Christina Ståldal var bibliotekschef i Värmdö kommun. Mansour Rahimi var fritidsledare i Boo och hade valts till Årets Nackabo 2002. I september 2005 bildade de tre politikerna Nackalistan.
2006 ställde partiet för första gången upp i valet till Nacka kommunfullmäktige och fick två mandat. Sedan dess har partiet ökat med ett till två mandat i följande kommunalval. 2022 fick Nackalistan 11,2 % av rösterna. Konstantinos Irina, sjätte namnet på Nackalistans valsedel, fick 782 personröster och blev därmed den fjärde mest kryssade kandidaten i Nacka. Partiet är efter valet återigen representerat i Kommunstyrelsen med Mikael Carlsson som oppositionsråd.

## Valresultat
| År   | Röster | %     | Mandat  |
| ---- | ------ | ----- | ------- |
| 2006 | 1 968  | 3,98  | 2 av 61 |
| 2010 | 2 600  | 4,71  | 3 av 61 |
| 2014 | 4 225  | 7,06  | 4 av 61 |
| 2018 | 5 642  | 8,71  | 5 av 61 |
| 2022 | 7 567  | 11,21 | 7 av 61 |